# Lillsandören
Lillsandören, finska: Pikku Hietasaari, är en ö i Finland. Den ligger i Bottenviken och i kommunen Jakobstad i den ekonomiska regionen  Jakobstadsregionen i landskapet Österbotten, i den nordvästra delen av landet. Ön ligger omkring 85 kilometer nordöst om Vasa och omkring 410 kilometer norr om Helsingfors.
Öns area är 15,6 hektar och dess största längd är 0,6 kilometer i nord-sydlig riktning. I omgivningarna runt Lillsandören växer i huvudsak barrskog.